# Phintella liae
Phintella liae is een spinnensoort uit de familie van de springspinnen (Salticidae). De wetenschappelijke naam van de soort werd voor het eerst geldig gepubliceerd in 2023 door C. Wang, Mi en Peng.
De soort komt voor in China.